# Víctor Criado y Tejada
Víctor Criado y Tejada fue un político peruano. 
Fue elegido diputado suplente por la provincia de Paruro en 1907 hasta 1912 durante los gobiernos de José Pardo y Barreda y el primero de Augusto B. Leguía.. Luego fue elegido diputado por la provincia de Paruro en 1913 durante el resto del gobierno de Augusto B. Leguía, los gobiernos de Guillermo Billinghurst y el primero de Oscar R. Benavides así como el inicio del segundo de José Pardo y Barreda. Fue reelecto diputado por la provincia de Paruro en 1939 durante el primer gobierno de Manuel Prado Ugarteche.